# Scream 6
Pour les articles homonymes, voir Scream.
Série Scream
Scream
(2022) Scream 7
(2026)
Pour plus de détails, voir Fiche technique et Distribution.
Scream VI (également typographié SCREAIVI), ou Frissons VI au Québec, est un film d'horreur américain réalisé par Tyler Gillett et Matt Bettinelli-Olpin, écrit par Guy Busick et James Vanderbilt, sorti en 2023. Ce sixième film de la franchise Scream est une suite directe du cinquième volet, Scream, sorti en 2022. 
Comme les opus précédents, Scream VI combine le slasher, la comédie noire, le whodunit et la mise en abyme, et constitue cette fois-ci une satire des franchises de films. Ce sixième volet émet également des commentaires sur les diffamations d'Internet, ainsi que sur les attentes du public et les easters eggs.
Courteney Cox reprend pour la sixième fois consécutive son rôle de Gale Weathers, devenant l’actrice étant apparue le plus de fois dans la franchise, et est également pour la première fois de la saga co-productrice déléguée du film. Roger L. Jackson revient également une nouvelle fois incarner la voix de Ghostface, tandis que Melissa Barrera, Jenna Ortega, Jasmin Savoy Brown et Mason Gooding reprennent tous leurs rôles du film précédent et qu'Hayden Panettiere revient en tant que Kirby Reed, personnage introduit dans Scream 4. Le reste de la distribution est quant à elle composée de Jack Champion, Henry Czerny, Liana Liberato, Dermot Mulroney, Devyn Nekoda (en), Tony Revolori, Josh Segarra et Samara Weaving. Il s'agit également du premier et seul film de la saga dans lequel les acteurs Neve Campbell et David Arquette ne reprennent pas leurs rôles iconiques de Sidney Prescott et Dewey Riley respectivement, bien qu'ils reviendront dans l'opus suivant, Scream 7. À la suite du fait que Neve Campbell ait déclaré que son absence était due à un conflit salarial avec Spyglass Media Group qu'elle jugeait misogyne, l'actrice a reçu le soutien d'un certain nombre d'acteurs de la saga.
L'histoire se concentre sur le nouveau départ des sœurs Samantha et Tara Carpenter et des jumeaux Mindy et Chad Meeks-Martin à New York, un an après les derniers meurtres survenus à Woodsboro. Alors qu'ils tentent d'oublier les récents évènements, et malgré la surprotection de Sam auprès de Tara, un nouveau tueur caché sous le masque de Ghostface arrive en ville tout en laissant derrière lui les masques de tous les précédents tueurs de la saga sur chaque scène de crime.
Annoncé moins de trois semaines après la sortie du précédent volet en salles en raison des bons résultats de ce dernier au box-office, Scream VI est produit avec un budget de 33 000 000 $. Les retours critiques sont majoritairement positifs côté outre-Atlantique, mais un peu plus mitigés en France, à la hauteur du précédent film. Grand succès financier, ce sixième film brise plusieurs records au box-office dont notamment celui du meilleur démarrage de la franchise aux États-Unis avec 44,4 millions de dollars pour son week-end d'ouverture et obtient le titre de second meilleur démarrage pour un film d'horreur depuis le début de la pandémie de Covid-19 à la fois en France et aux États-Unis. Il devient également le premier film de la franchise depuis la sortie de Scream 2 en 1997 à dépasser la barre symbolique des 100 millions de dollars récoltés sur le sol nord-américain, ainsi que le plus gros succès financier de toute la saga aux États-Unis et au Canada (hors inflation).

## Synopsis
Un an après les événements des meurtres de Woodsboro en 2022, à New York, Laura Crane (Samara Weaving), professeure de cinéma, est dans un bar en attendant que son rendez-vous galant, prénommé Reggie, se présente. Elle reçoit un message de ce dernier révélant qu'il s'est perdu et demande à l'appeler. Elle accepte et les deux se parlent au téléphone. Reggie révèle qu'il est allé au mauvais endroit mais qu'il est en chemin. Laura sort pour l'attendre et lui décrire la façade du restaurant et Reggie lui dit qu'il descend l'allée et qu'il la voit. Laura se rapproche d'une ruelle en pensant l'apercevoir lorsque Reggie révèle, paniqué, qu'il est suivi par quelqu'un avec un couteau. Laura prend peur et court en direction de la ruelle pour lui venir en aide avant que la voix au téléphone ne change pour laisser sa place à celle de Ghostface. Alors qu'il se montre menaçant, Laura est attaquée par surprise par Ghostface qui la poignarde brutalement en la poussant vers un renfoncement à l'abri des regards, pour la poignarder sauvagement. Après l'avoir achevée d'un dernier coup de couteau, l'individu caché sous le masque de Ghostface retire son masque ensanglanté et se révèle être Jason Carvey (Tony Revolori), l'un des élèves de Laura et camarade de classe de Tara Carpenter (Jenna Ortega) ainsi que Mindy (Jasmin Savoy Brown) et Chad Meeks-Martin (Mason Gooding). Ce dernier abandonne le corps dans la ruelle et retourne dans son dortoir où il est révélé que lui et son petit ami et colocataire, Greg, sont fans du tueur Richie Kirsch et veulent « terminer le film qu'il était en train de faire » à Woodsboro, collectionnant plusieurs masques chez eux et des posters des affiches des différents Stab. Jason reçoit un appel de Greg qui utilise la voix de Ghostface et Jason lui confie l'effet que lui à provoqué de tuer Laura, qu'il l'a tuée simplement parce qu'elle lui avait mis une mauvaise note, lui racontant que son meurtre était mieux que ce qu'il avait imaginé et qu'après l'avoir poignardé elle ressemblait à un morceau de viande. Greg entreprend de jouer au jeu de "tu chauffes, tu refroidis" avec Jason, le conduisant au réfrigérateur où le corps de Greg est atrocement mutilé à l'intérieur. Ghostface, portant le masque de Richie, attaque Jason. Après avoir poignardé Jason à de multiples reprises, il le nargue en le comparant à un morceau de viande. Jason, mourant, lui argue qu'ils doivent finir le film de Richie, ce à quoi Ghostface lui rétorque que tout le monde s'en fout des films avant d'achever Jason.
Cette même nuit, Samantha Carpenter (Melissa Barrera) est en séance de thérapie avec son thérapeute, le Dr Christopher Stone (Henry Czerny), où elle lui explique comment elle a été épinglée comme le véritable cerveau des meurtres de Ghostface l'année passée et après avoir piégé Richie, lui montrant un lien internet consacré à ce sujet. Elle confie à son thérapeute que lorsqu'elle a poignardé Richie elle trouvait cela normal ce qui met le Dr Stone mal à l'aise qui met fin à leur séance en révélant qu'il devra transmettre cette information à la police. Samantha retourne dans l'appartement qu'elle partage avec Tara et sa colocataire Quinn Bailey (Liana Liberato) et découvre que Tara est sortie à une soirée fraternelle. Surprotégeant Tara depuis les derniers événements de Woodsboro, Samantha part à sa recherche. Lors de la fête, à laquelle assistent également les jumeaux Chad et Mindy Meeks-Martin, ainsi que la petite amie de Mindy, Anika Kayoko (Devyn Nekoda (en)), et le colocataire de Chad, Ethan Landry (Jack Champion), Tara est forcée par un étudiant violeur de monter dans sa chambre. Alors qu'une lutte s'ensuit entre ce dernier et Chad, Samantha intervient et donne un coup de taser à l'étudiant dans les testicules. Le groupe part et Tara réprimande Samantha pour ne pas lui avoir laissé d'espace et l'avoir survolée en hélicoptère. Samantha est ensuite prise à partie par un groupe de femmes qui croient qu'elle a piégé Richie.
Le groupe retourne à l'appartement de Tara et Samantha. Tara et Chad partagent un moment ensemble et sont sur le point de s'embrasser avant d'être interrompus par Quinn. Dans le hall, Samantha est assise seul et un autre résident, Danny Brackett (Josh Segarra), rentre chez lui et l'embrasse, révélant qu'ils se fréquentent en secret. Un reportage télévisé révèle la nouvelle des meurtres de Jason et Greg et Samantha est appelée par l'inspecteur du NYPD Wayne Bailey (Dermot Mulroney), le père de Quinn, qui lui révèle que son permis de conduire a été retrouvé sur les lieux du crime et il l'appelle au poste pour l'interrogatoire. Tara insiste pour l'accompagner mais en cours de route, Samantha reçoit un appel du numéro de Richie, qui est toujours dans sa liste de contact de téléphone. À l'autre bout, Ghostface menace Samantha et il émerge d'une ruelle à côté des deux sœurs. Elles combattent le tueur et se heurtent à une supérette où elles demandent de l'aide. Ghostface les suit et tue deux clients qui se sont interposés entre le tueur et les deux sœurs. Tara et Sam essaient de fuir par la porte de derrière qui est verrouillée. Alors que le propriétaire essaie de leur donner les clés, Ghostface émerge d'une allée, s'empare du fusil de chasse et l'abat puis fouille la supérette à la recherche des sœurs. Heureusement, la police arrive et Ghostface s'échappe de la supérette.
Au poste de police, Samantha et Tara sont interrogées par Wayne qui révèle qu'un masque laissé lors du meurtre de Jason et Greg contenait de l'ADN à l'intérieur qui correspondait à Richie. L'interrogatoire est interrompu par l'arrivée de Kirby Reed (Hayden Panettiere), ancienne survivante maintenant agent spécial au bureau d'Atlanta du FBI, qui enquête sur les meurtres de Ghostface. Il est ensuite révélé que Samantha et Kirby se connaissaient car elles étaient toutes deux dans le même lycée de Woodsboro. Wayne révèle qu'un autre masque qui a été laissé à la supérette avait de l'ADN qui correspondait à Jill Roberts et Charlie Walker, les tueurs du deuxième massacre de Woodsboro. Kirby accepte de travailler aux côtés de Wayne pour résoudre les meurtres. Alors que Tara et Samantha quittent le poste de police, elles sont interrogées par des journalistes, dont Gale Weathers (Courteney Cox), et il est révélé qu'il y a du mauvais sang entre les sœurs et Gale alors qu'elle a écrit un livre sur les meurtres de 2022 alors qu'elle a dit qu'elle ne le ferait pas et qu'elle écrirait un livre faisant l'éloge du défunt shérif Dewey Riley. Dans ce livre, elle a également écrit sur la façon dont Sam aurait pu être le tueur. Gale révèle qu'elle a ensuite parlé à Sidney Prescott et que celle-ci emmène son mari Mark et leurs filles en lieu sûr. Sam essaie de frapper Gale, qu'elle parvient à éviter mais Tara réplique en portant un coup au visage de Gale et les deux sœurs partent en taxi.
Pendant ce temps Ghostface assassine le thérapeute de Samantha chez lui afin de voler le dossier qui concerne sa patiente, en partant il laisse un nouveau masque derrière lui.
Sur le campus de l'Université Blackmore, Mindy, Chad, Tara, Samantha, Ethan, Anika et Quinn se rassemblent où Mindy explique les nouvelles règles de la "suite de la suite", y compris que n'importe qui peut mourir, y compris les acteurs principaux et les nouveaux personnages, et que le nombre de sang et de corps sera plus grand. De retour au poste de police, Wayne révèle qu'un autre masque a été découvert avec un ADN correspondant à Roman Bridger, le demi-frère de Sidney. Lui et Kirby suivent la chronologie de Ghostface et en déduisent que le tueur organise un compte à rebours jusqu'au masque porté par Billy Loomis. Pendant ce temps, Samantha et des membres du groupe à savoir Tara, Mindy, Chad, Anika et Quinn décident de dormir dans l'appartement des filles pour rester ensemble et avoir plus de chances de survivre. Chad surnomme les quatre survivants de Woodsboro le "gang des quatre", prouvant à combien ces derniers veillent les uns sur les autres et Samantha révèle qu'elle sort avec Danny. De son appartement, ce dernier observe la chambre de Quinn et aperçoit subitement Ghostface s'approcher du lit et se tient juste derrière Quinn alors qu'elle parle au téléphone et, dos à lui, ne s'aperçoit de rien pendant qu'un garçon avec qui elle fait l'amour régulièrement prend une douche. Danny tambourine à sa fenêtre et hurle pour essayer de prévenir le reste du groupe qui dîne dans le salon à côté puis essaie d'avertir Samantha par téléphone mais elle ignore son appel. Subitement, le groupe entend des gémissements provenant de la chambre de Quinn mais ces derniers en déduisent que cette dernière fait l'amour. Samantha et ses amis reçoivent ensuite une photo qui montre Quinn dans les bras de Ghostface qui la poignarde alors que les gémissements deviennent des cris et que plusieurs sons d'objets qui se fracassent se font entendre. Le groupe se précipite devant la porte de la chambre de Quinn et se prépare à devoir affronter le tueur puis Ghostface jette le cadavre de Quinn à travers la porte. Il s'en prend au groupe, blesse Mindy au bras et poignarde sauvagement Anika au ventre. Tara et Chad parviennent à s'échapper de l'appartement pendant que le reste du groupe se barricade dans la chambre de Quinn en découvrant que son amant s'est également fait massacrer sous la douche. Danny décide de passer une échelle entre les fenêtres des appartements pour que les filles puissent traverser. Samantha passe la première alors qu'Anika décide de rester derrière pour permettre à Mindy de passer et survivre. Alors qu'Anika tente finalement de passer, gravement blessée et perdant beaucoup de sang, Ghostface fait irruption dans la chambre et s'empare de l'échelle pour faire basculer Anika dans le vide. Cette dernière est sur le point de rejoindre l'autre côté mais au moment ou elle tente d'attraper la main de Samantha, Ghostface renverse l'échelle et provoque la chute d'Anika qui se fracasse la tête sur la benne à ordures quelques mètres plus bas et meurt sur le coup.
Le lendemain matin, Mindy pleure la perte d'Anika et Chad s'en prend à Ethan qui se présente sur les lieux du crime, l'accusant d'être le tueur. Ethan était en cours, des centaines d'étudiants pouvant en témoigner, ce qui lui fait un alibi. Wayne pleure la mort de Quinn et révèle qu'il avait déjà perdu un fils par le passé et jure de retrouver les tueurs et de les tuer pour venger sa fille. Kirby arrive sur les lieux et retrouve Gale, qui révèle qu'elle a trouvé quelque chose. Gale les emmène tous dans un vieux théâtre qui a été acheté par Jason et Greg, et à l'intérieur se trouve un sanctuaire dédié à Ghostface qui contient les costumes de tous les anciens tueurs moins leurs masques, et des photos de scènes de crime, des dessins, des souvenirs de Stab et des vêtements portés par d'anciennes victimes et tueurs. Samantha regarde le costume de Billy et recommence à avoir des visions de lui. Kirby et Mindy se lient d'amitié autour de films d'horreur, un amour qu’elles partagent, et Tara exprime son désir d'échapper à son passé et Kirby lui raconte comment elle a réussi à survivre. Gale et Samantha se réconcilient et Samantha révèle que sa mère les a séparé et qu'elle veut juste une famille, ce que Gale dit qu'elle peut faire même avec seulement Tara. Wayne annonce un plan pour trouver le tueur, mais Kirby exclut Gale du plan car elle n'est pas une figure d'autorité.
Kirby, Mindy, Ethan et Chad se cachent dans un fourgon de police où ils prévoient de retracer un appel téléphonique du tueur. Wayne surveille Tara et Samantha dans le parc pendant que les deux se promènent et attendent d'attirer Ghostface avec un appel téléphonique. Le tueur mord à l'hameçon puis appelle Samantha. Kirby retrace l'appel téléphonique à un penthouse de l'Upper East Side, une adresse que Tara reconnaît comme la maison de Gale. Tara et Samantha volent la voiture de police de Wayne et se précipitent vers la maison de Gale. Dans le penthouse, Gale est avec son nouveau petit ami, Brooks, et reçoit un appel du tueur. Durant son premier appel, il la nargue à propos du meurtre de Dewey l'année précédente, puis tue Brooks et poursuit Gale à travers le penthouse, tout en portant le masque que portait Mickey Altieri. Gale parvient à lui échapper et attrape son arme où elle lui tire dessus. Puis elle reçoit un autre appel et Ghostface révèle qu'elle a gagné et qu'il quitte le penthouse. Cependant, Gale sait que c'est faux. Elle raccroche à Ghostface et rappelle son numéro et l'entend se cacher dans un placard sur lequel elle tire. Ghostface sort du placard et poignarde Gale plusieurs fois avant de s'enfuir après l'arrivée de Samantha et Tara. Alors que Gale perd connaissance, elle demande aux sœurs de dire à Sidney que Ghostface ne l'a jamais eue. Les ambulanciers emmènent Gale, disant que son pouls est en train de faiblir.
À l'hôpital, le groupe attend des nouvelles sur le sort de Gale et Tara contacte Wayne pour lui révéler un plan pour attirer Ghostface dans un endroit sûr et le tuer. Wayne leur dit de retrouver Kirby au théâtre qu'ils peuvent utiliser pour leur plan, et il leur ordonne de voyager dans un lieu public. Le groupe, accompagné de Danny, monte dans un métro, mais est séparé de Mindy et Ethan qui manquent le métro et attendent le suivant. Le gang est raillé par divers clients portant des masques de Ghostface dans le métro, mais parvient à en sortir indemne. Alors que dans le métro de Mindy et Ethan, Mindy se tient séparé d'Ethan le suspectant d'être le tueur, mais Ghostface qui l'a suivie, étouffe ses cris et la poignarde avant de débarquer au prochain arrêt. Ethan remarque que Mindy saigne et la fait sortir du métro et appelle à l'aide.
Le reste du groupe arrive au théâtre et Samantha ordonne à Danny de les quitter, relatant les mots qu'il lui a dit plus tôt sur le fait qu'elle ne devrait faire confiance à personne, pas même à lui. Il accepte à contrecœur et quitte le groupe. Dans le sanctuaire, Kirby révèle un piège qu'elle a tendu pour retenir le tueur en otage et ils se préparent à riposter. Samantha a une autre vision de Billy où il lui dit de prendre le couteau dans la vitrine contenant son costume, ce qu'elle fait. Samantha reçoit ensuite un appel de Wayne qui révèle que Kirby, qui a disparu, a été renvoyée du FBI il y a deux mois parce qu'elle était mentalement instable et qu'il pense qu'elle est le tueur. Tara, Samantha et Chad tentent de s'échapper mais l'entrée a été verrouillée, mais Tara remarque une autre sortie au deuxième étage. Avant qu'ils ne puissent s'échapper, Ghostface, portant le masque de Nancy Loomis, apparaît et poursuit le trio qui le combat. Alors que Chad retient Ghostface pour que les sœurs puissent fuir, un deuxième tueur Ghostface surgit, portant le masque de Stu Macher. Les deux poignardent Chad plusieurs fois, puis chassent les sœurs dans le sanctuaire où elles se préparent à se battre. Kirby réapparaît et révèle que les deux tueurs l'ont assommée. À cet instant, Wayne arrive en même temps et tire sur Kirby, se révélant être un troisième tueur. Le premier Ghostface enlève son masque, se révélant être Ethan, qui est en fait le fils de Wayne, et le second Ghostface enlève son masque, se révélant être Quinn, toujours en vie.
Wayne révèle que le trio cherche à se venger des meurtres de Woodsboro l'année dernière, mais lorsque Samantha les supplie qu'elle n'était pas la tueuse et qu'elle était injustement lynchée sur le net, ils révèlent qu'ils le savent et qu'ils veulent tout simplement venger la mort de Richie, qui se révèle être le fils de Wayne et le frère d’Ethan et Quinn. Wayne révèle son erreur en nourrissant l'amour du couteau de Richie, partageant comment il a aidé Richie à construire le sanctuaire en volant des preuves à la police et partage un film Ghostface que Richie a réalisé lorsqu'il était encore adolescent. Le trio a travaillé ensemble pour poursuivre Samantha et Tara et Wayne révèle ensuite comment il a échangé le corps de Quinn contre un leurre pour simuler sa mort. Tara attaque Quinn avec une brique et les sœurs s'enfuient au deuxième étage. Alors qu'ils tentent de franchir une balustrade, Tara glisse et Samantha la retient avec sa main. Tara supplie sa sœur de la lâcher et Sam lui donne un couteau qu'elle a pris dans le costume de Ghostface de Billy, puis la lâche. Tara poignarde Ethan dans la bouche, et Sam tue Quinn d'une balle dans la tête. Wayne tente d'attaquer Samantha mais les deux tombent par-dessus la balustrade.
Lorsqu'il se réveille, Wayne reçoit un appel de Samantha qui utilise la voix de Ghostface pour le menacer. Celle-ci apparaît alors portant le costume et le masque de Billy et poignarde Wayne à 31 reprises. Elle retire le masque et après un hochement de tête approbateur de Tara, achève Wayne en le poignardant dans l'œil et le tue. Ethan revient une nouvelle fois pour les tuer mais Kirby l'achève en laissant tomber sur sa tête le même téléviseur qui a tué Stuart Macher. Danny arrive avec des officiers du NYPD et révèle que Gale et Mindy ont survécu à leurs attaques et que Mindy est en route. À l'extérieur du théâtre, Kirby est mise dans une ambulance et dit à Samantha de l'appeler si jamais elle a besoin de quoi que ce soit. Tara pleure la perte de Chad, mais celui-ci est ensuite sorti du théâtre sur une civière, toujours en vie. Mindy arrive et le groupe se reconnaît comme étant « le gang des quatre » avant que Mindy ne parte avec Chad dans une ambulance. À l'intérieur de sa veste, Samantha regarde le masque de Billy mais le laisse ensuite tomber, ne cédant pas à ses envies. Elle, Tara et Danny quittent la scène du crime, une autre tuerie enfin derrière eux.

## Fiche technique
Sauf indication contraire, les informations mentionnées dans cette section peuvent être confirmées par les bases de données cinématographiques IMDb et Allociné,  présentes dans la section « Liens externes ».
- Titre original et français : Scream VI
- Titre québécois : Frissons VI[1]
- Réalisation : Matt Bettinelli-Olpin et Tyler Gillett
- Scénario : Guy Busick et James Vanderbilt, d'après les personnages créés par Kevin Williamson
- Musique : Sven Faulconer et Brian Tyler
- Direction artistique : Mathieu Giguère, Philippe Lord et Veronique Meunier
- Décors : Michele Laliberte et Suzanne Cloutier (II)
- Costumes : Avery Plewes
- Photographie : Brett Jutkiewicz
- Montage : Jay Prychidny
- Production : Paul Neinstein, William Sherak et James Vanderbilt
  - Production déléguée : Gary Barber, Courteney Cox, Cathy Konrad, Ron Lynch, Marianne Maddalena, Peter Oillataguerre, Chad Villella et Kevin Williamson
  - Coproduction : Chris Stone
- Sociétés de production : Spyglass Media Group, Project X Entertainment et Radio Silence Productions
- Sociétés de distribution : Paramount Pictures (États-Unis) ; Paramount Pictures France (France) ; Warner Bros. Pictures (Suisse)
- Budget : 35 millions de $[2]
- Pays de production :  États-Unis
- Langue originale : anglais
- Format : couleur - Codex - 2,39:1 - son Dolby Atmos / Dolby Digital
- Genre : horreur, slasher, thriller, mystère
- Durée : 122 minutes[3]
- Dates de sortie[4] :
  - France, Belgique, Suisse romande : 8 mars 2023[5],[6],[7]
  - États-Unis, Québec : 10 mars 2023[1]
- Classification :
  - États-Unis : interdit aux moins de 17 ans (R – Restricted)[N 2]
  - France : interdit aux moins de 12 ans[3],[N 3]
  - Belgique : potentiellement préjudiciable jusqu'à 16 ans (KNT/ENA : Kinderen Niet Toegelaten  / Enfants Non Admis)[6],[8],[N 4]
  - Suisse romande : interdit aux moins de 16 ans[9]
  - Québec : 13 ans et plus (violence) (13+ / 13 years and over)[1]

## Distribution
Sauf indication contraire, les informations mentionnées dans cette section peuvent être confirmées par la base de données cinématographiques IMDb,  présente dans la section « Liens externes ».
- Courteney Cox (VF : Céline Monsarrat ; VQ : Anne Bédard) : Gale Weathers
- Melissa Barrera (VF : Charlotte D'Ardalhon ; VQ : Kim Jalabert) : Samantha « Sam » Carpenter
- Jenna Ortega (VF : Emmylou Homs ; VQ : Marilou Martineau) : Tara Carpenter
- Hayden Panettiere (VF : Claire Morin ; VQ : Stéfanie Dolan) : Kirby Reed
- Jasmin Savoy Brown (VF : Alice Taurand ; VQ : Caroline Dhavernas) : Mindy Meeks-Martin
- Mason Gooding (VF : Geoffrey Loval ; VQ : Alexandre Bacon) : Chad Meeks-Martin
- Dermot Mulroney (VF : Guillaume Orsat ; VQ : Manuel Tadros) : l'inspecteur Wayne Bailey
- Liana Liberato (VF : Joséphine Ropion ; VQ : Dominique Laniel) : Quinn Bailey
- Jack Champion (VF : Oscar Douieb ; VQ : Nicolas Poulin) : Ethan Landry
- Devyn Nekoda (en) (VF : Émilie Rault ; VQ : Marine Guérin) : Anika Kayoko
- Josh Segarra (VF : Jonathan Le Guillou ; VQ : Frédéric Paquet) : Danny Brackett
- Tony Revolori (VF : Alan Aubert-Carlin ; VQ : Alexandre Fortin) : Jason Carvey
- Samara Weaving (VF : Caroline Mozzone ; VQ : Annie Girard) : Laura Crane
- Andre Anthony (VF : Gabriel Bismuth-Bienaimé) : Frankie
- Henry Czerny (VF : Daniel Nicodème) : Dr Christopher Stone
- Thomas Cadrot (VF : Günther Germain) : Brooks
- Barry Morgan (VQ : Daniel Roy) : le reporter télé
- Roger L. Jackson (VF : Loïc Houdré ; VQ : Éric Gaudry) : Ghostface (voix)
- Skeet Ulrich (VF : Guillaume Lebon ; VQ : Sylvain Hétu) : Billy Loomis
- Jack Quaid : Richie Kirsch (caméo vidéo, non-crédité)

Version française réalisée par Deluxe Media Paris ; direction artistique : Béatrice Delfe ; adaptation des dialogues : Ludovic Manchette et Christian Niemiec
Version québécoise réalisée par Cinélume ; direction artistique : Sébastien Dhavernas ; adaptation des dialogues : Bérengère Rouard
 Source et légende : version française (VF) sur RS Doublage
 Source et légende : version québécoise (VQ) sur Doublage.qc.ca

## Production

### Genèse et développement
Avant même la sortie de Scream 4, Kevin Williamson (scénariste des deux premiers opus), affirme que des ébauches de scénario sont déjà prêtes pour des éventuels Scream 5 et Scream 6. Cependant, Kevin Williamson préfère attendre de voir les résultats au box-office du quatrième film avant de signer pour deux films supplémentaires,.

### Attribution des rôles
Le 17 mars 2022, Courteney Cox est la première à officialiser son retour dans la franchise. Le 10 mai, on annonce que Melissa Barrera (Sam Carpenter), Jasmin Savoy Brown (Mindy Meeks-Martin), Mason Gooding (Chad Meeks-Martin) et Jenna Ortega (Tara Carpenter) vont reprendre leurs rôles. Un jour après, c'est au tour d'Hayden Panettiere d'annoncer sa reprise du rôle de Kirby Reed, laissé en suspens dans le quatrième film. Le 6 juin, Neve Campbell dit avoir refusé d'apparaître dans Scream 6, pour des raisons salariales. Présent depuis le premier volet, Roger L. Jackson donne de nouveau de sa voix pour le rôle de Ghostface.
Parmi les nouveaux acteurs et actrices annoncées, Dermot Mulroney est dévoilé le 3 juin 2022. Il est suivi le 16 du même mois par Devyn Nekoda (en), Jack Champion, Josh Segarra et Liana Liberato. Toujours en juin, Henry Czerny est annoncé de retour devant la caméra du duo, après être apparu dans leur film  Ready or Not. Le 14 juillet 2022, Samara Weaving qui tient le rôle principal de ce dernier, est choisie pour être la victime de la première scène,. L'acteur Tony Revolori est annoncé le même jour que l'actrice australienne.

### Tournage
Le tournage devait initialement débuter le 6 juin 2022, à Montréal, au Canada,,,. Il est finalement décalé au 9 juin.
D'après des photos de tournage, le film devrait se dérouler à New York. Les jours suivants, Jenna Ortega et Melissa Barrera ont été aperçues sur le tournage pendant une scène de nuit, en extérieur. Courteney Cox a aussi été repérée, avec une tenue typique de Gale Weathers, comme à chaque opus. L'équipe de production a partagé des photos quotidiennes du tournage avec leur communauté via l'application BeReal[réf. nécessaire].
Le tournage se termine le 31 août 2022, pour un total de 2 mois et 22 jours de tournage, soit un mois de tournage de plus que le film précédent[réf. souhaitée].

## Accueil

### Accueil critique

#### France
En France, le site Allociné donne la note de 2,3⁄5, après avoir recensé 19 critiques de presse. Une partie significative des médias s'accordent pour dire qu'il s'agit de l'un des opus les plus violents de la saga,.
Pour le Journal du Geek, l'avis est plutôt positif : « Si l'on regrette l'inégalité de cette nouvelle formule, la franchise surprend pour la première fois depuis de nombreuses années. On aurait presque envie de voir Scream 7... ». Pour la rédaction du Parisien, ce film est réalisé « par des fans d’horreur pour ceux qui aiment quand ça tranche et ça saigne, toujours aussi blindé de références et de mises en abîme - les héros traqués listent de nouveau tout ce qu’il faut faire, ou pas, pour survivre -, ce « Scream » fait honneur à sa saga. ». Selon Sylvestre Picard, pour Première, « Scream VI fonctionne mieux quand il capitalise sur sa propre micro mythologie -celle de Scream 5 en l’occurrence, et de ses deux héroïnes, les sœurs Carpenter, très bien campées par Melissa Barrera (hantée par le fantôme de son père et toujours sur le point de switcher en folie meurtrière) et la déjà star Jenna Ortega. ».
Geoffrey Crété, dans sa critique pour le site spécialisé Écran Large, résume son article ainsi : « (Selon une personne qui a détesté Scream 5) Moins nul mais tout aussi inutile que Scream 5, Scream 6 confirme que la saga n'a plus rien à raconter. Une fois ce cynisme digéré, il reste un petit tour de manège amusant et inoffensif, qui a au moins le mérite de décliner la marque Ghostface dans un nouveau décor, et avec de nouveaux personnages réellement installés et assumés. ». Le site Film Actu se montre très critique comme l'indique le résumé de l'article de Véronica Sawyer : « Scream n'a clairement plus rien à raconter. Rien ne va dans ce nouveau chapitre, suite directe de Scream 5, passé une scène d'intro parmi les meilleures de la saga. Mais le reste tutoie le débile absolu. Et pourtant, on avait apprécié Scream 5 ici à Filmsactu. Restent les massacres récréatifs et le masque de Ghostface toujours aussi percutant sur grand écran. ».

#### Amérique du Nord
Dans le monde anglo-saxon, Scream 6 reçoit de la part de l’agrégateur Rotten Tomatoes la note de 77 % pour un total de 312 critiques. Le site Metacritic donne quant à lui la note de 61⁄100 pour un total de 53 critiques.

### Box-office
A l'international, Scream 6 obtient un démarrage à 67,1 millions de dollars, nouveau record pour la franchise également. Trois semaines après sa sortie, le film cumul un total de 139,2 millions dollars. Au 6 avril 2023, alors que le film dépasse la barre symbolique des 100 millions de dollars récoltés sur le sol nord-américain, il cumule à l'international plus de 56,25 millions de dollars ce qui le porte à 156 millions de dollars amassés au total. Au 13 avril, le film cumul 162,5 millions de dollars à l'international et dépasse Scream 3 sans pour autant atteindre les chiffres de Scream 2 et Scream.
| Pays ou région        | Box-office        | Date d'arrêt du box-office | Nombre de semaines |
| --------------------- | ----------------- | -------------------------- | ------------------ |
| États-Unis Canada     | 108 161 389 $     | 4 mai 2023                 | 8                  |
| France                | 1 189 970 entrées | 9 mai 2023                 | 9                  |
| Total hors États-Unis | +060 800 000, USD | n/a                        | n/a                |
| Total mondial         | +168 961 389, USD | n/a                        | n/a                |

#### France
Pour son premier jour d'exploitation en France, Scream 6 a réalisé 76 914 entrées, dont 25 882 en avant-première, pour un total de 1 662 séances proposées. En comptant l’ensemble des billets vendus pendant ce premier jour, le film se positionne en seconde place du box-office des nouveautés pour sa journée de démarrage, derrière Mon crime (82 004) et devant The Whale (7 184). Au bout d’une première semaine d’exploitation dans les salles françaises, le long-métrage totalise 464 821 entrées, pour une seconde place au box-office, derrière Creed 3 (503 413 entrées) et devant Mon crime (427 391). Avec ces chiffres, le sixième volet réunit en une semaine presque autant d'entrées que Scream (2022) sur toute sa carrière (539 851 entrées) et devient le deuxième meilleur démarrage pour un film d'horreur en France depuis le début de la pandémie de Covid-19 derrière Conjuring : Sous l'emprise du Diable, sorti en 2021. Les premières prévisions pour Scream 6 porte à croire qu'il devrait terminer sa course avec le million d'entrées, un score comparable à celui de Scream 4, sorti en 2011.
Pour sa deuxième semaine d'exploitation en salles, sur fond de Printemps du cinéma 2023, le film obtient 372 605 entrées supplémentaires, pour une seconde place au box-office hebdomadaire, derrière Creed 3 (385 517). Ces chiffres correspondent a une baisse de 19 % par rapport à la semaine précédente, et dépasse officiellement le score total d’entrées du film précédent. Lors de sa troisième semaine au cinéma, Scream 6 atteint les 986 040 places obtenues avec 148 614 entrées de plus, tombant à la quatrième place. C'est lors de sa quatrième semaine à l'affiche que le film dépasse la barre symbolique du million d'entrées en obtenant 79 252 entrées de plus, pourtant le cumul des entrées à 1 065 292. Il régresse de cinq places et termine neuvième plus gros succès de la semaine du 29 mars au 4 avril avec une perte de 34,9  % par rapport à la semaine précédente. Lors de la semaine du 5 au 11 avril, Scream 6 enregistre 58 595 places de plus, gagnant une place dans le classement et obtenant la huitième place. Lors de sa dernière semaine à l'affiche dans les salles de cinéma françaises, le film remporte 28 181 places avec une chute de 10 places et arrivant à la 18e place des meilleurs films de la semaine avec un cumul à plus de 1 162 959 entrées.

#### Amérique du nord
Aux États-Unis, le sixième volet de la franchise bat le record d'ouverture de tous les films de la saga en réunissant 44,4 millions de dollars de recettes pour son weekend d'ouverture alors que les prédictions prévoyaient un démarrage aux alentours de 35 à 40 millions de dollars. Il se place donc numéro 1 des films du weekend du 10 mars, faisant régresser le film Creed 3 d'une place. Le précédent record d'ouverture de la franchise était alors détenu par Scream 3 depuis 2000 avec ses 34,7 millions de dollars récoltés. Selon le site BoxOffice Pro, Scream 6 fait mieux que certains films d'horreur à succès récents comme Smile, sorti l'année précédente, avec un taux de + 97 % et M3gan, sorti en janvier 2023, avec + 46 %. Le record d'ouverture de Scream 6 aux Etats-Unis est également le second meilleur démarrage pour un film d'horreur depuis le début de la pandémie de Covid-19 derrière Halloween Kills en 2021 et ses 49,5 millions de dollars récoltés. Plusieurs médias s'accordent également à dire que le succès du film est également dû à la mise en avant de son actrice Jenna Ortega, devenue une star mondiale quelques mois auparavant grâce à la série Mercredi, sortie sur Netflix en novembre 2022. Selon Variety, 71% des du public présent en salles lors du weekend d'ouverture avaient entre 18 et 24 ans. Aussi, en seulement trois jours d'exploitation, Scream 6 dépasse Scream 4 au box-office américain qui avait réuni en fin de carrière aux Etats-Unis plus de 38,1 millions de dollars,. Pour son deuxième weekend dans les salles américaines, Scream 6 obtient 17,5 millions de dollars supplémentaires avec un cumul à 76 millions de dollars de recettes depuis sa sortie laissant tout à penser que le film sera l'un des plus gros succès de la franchise. Il se place second lors de ce weekend la derrière Shazam! La Rage des Dieux.
En quinze jours, le sixième volet dépasse les chiffres aux box-office US de Scream sorti en 2022, soit 81,6 millions de dollars, avec 83,9 millions de dollars récoltés et devient le quatrième plus gros succès de la saga sur le sol américain. Lors du weekend du 24 au 26 mars, soit trois semaines après sa sortie, le film cumul un total de 89,8 millions de dollars en obtenant 8,4 millions de dollars supplémentaires, se classe en 4e position des plus gros films du weekend et devient le troisième plus gros succès de la franchise Scream, devançant Scream 3 qui avait réuni en 2000 plus de 89,1 millions de dollars en fin de carrière,. Pour son quatrième weekend à l'affiche, le film obtient 5,3 millions de dollars supplémentaires portant ses recettes totales à 98,2 millions de dollars. Le 6 avril 2023, soit 28 jours après sa sortie, Scream 6 dépasse la barre des 100 millions de dollars récoltés sur le sol nord-américain. Il s'agit du premier film de la franchise à récoltés une telle somme depuis 26 ans et la sortie de Scream 2 en 1997 et devrait également dépasser ce dernier ainsi que Scream au box-office nord américain comme l'avait prédis les premières estimations lors de sa sortie. Le 8 avril, le sixième volet dépasse officiellement les chiffres du film original hors inflation et devient le plus gros succès de la franchise sur le sol nord-américain. Le sixième volet fini sa course officiellement le 4 mai 2023 avec 108 161 389 dollars de recettes en Amérique du Nord.

## Distinctions
Source : Internet Movie Database

### Récompenses
2023
- MTV Movie & TV Awards :
  - MTV Movie + TV Award du meilleur film
  - MTV Movie + TV Award du meilleur combat pour Courteney Cox (Gale Weathers contre Ghostface)

### Nominations
2023
- Hollywood Critics Association Midseason Awards : meilleur film d'horreur
- MTV Movie & TV Awards : meilleure chanson pour Demi Lovato (Still Alive)
- Prix de la Guilde canadienne des réalisateurs : meilleur montage pour un long métrage pour Jay Prychidny

2024
- Academy of Science Fiction, Fantasy and Horror Films - Saturn Awards : meilleur film d'horreur
- Astra Film Awards : meilleur film d'horreur
- DiscussingFilm Critic Awards : meilleur film d'horreur

## Éditions en vidéo
- En France, le film Scream VI est sorti en VOD le 6 juillet 2023[5], puis en DVD, Blu-ray et Blu-ray 4K Ultra HD le 12 juillet 2023[60].
- Au Québec, il est sorti en VOD le 25 avril 2023, puis en DVD, Blu-ray et Blu-ray 4K Ultra HD le 11 juillet 2023[1]